# Баженов Василь Іванович

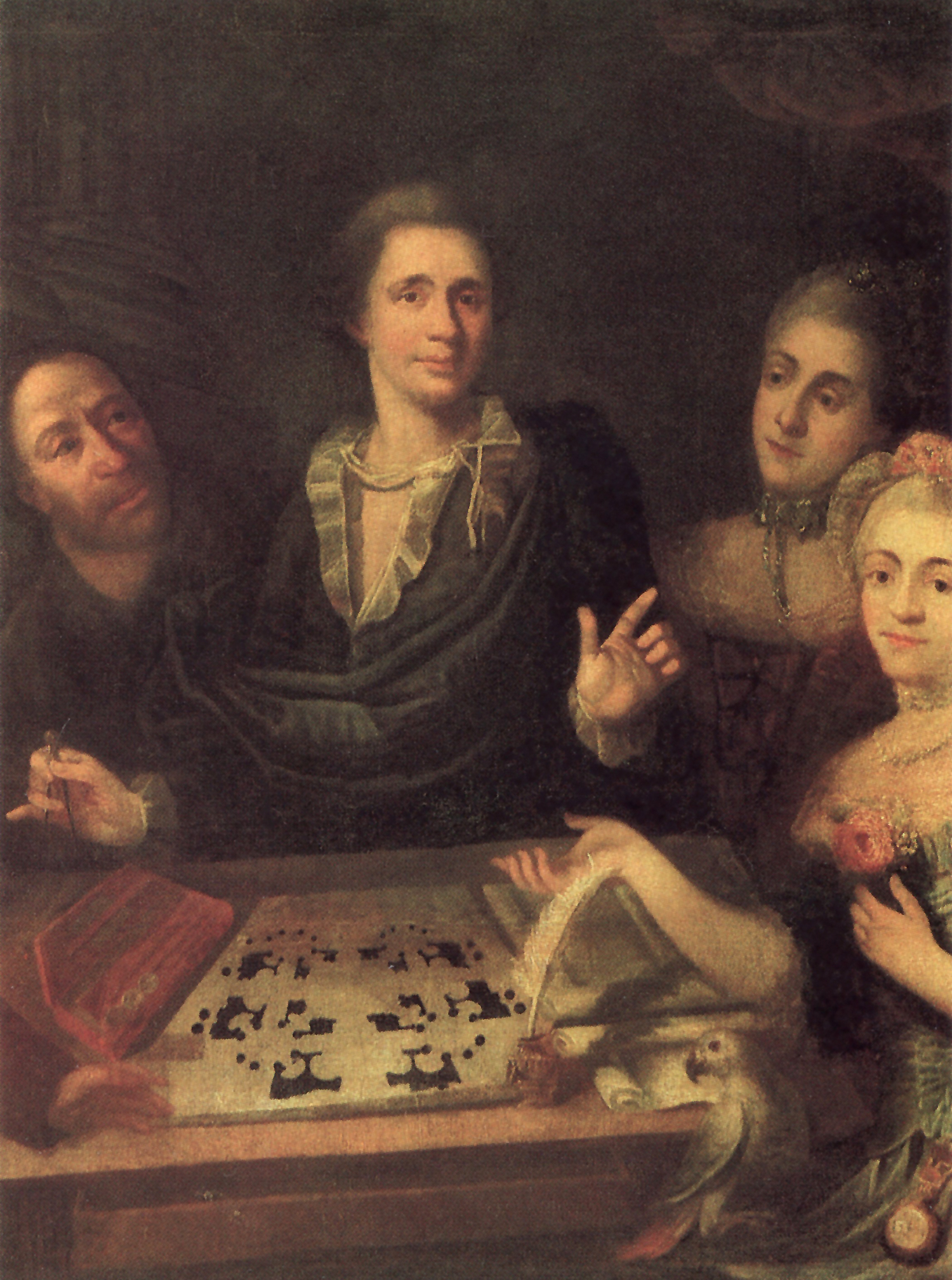
I. Т. Некрасов. «В. S. Баженов з родиною». (1770-ті рр.; фрагмент)

Васи́ль Іва́нович Баже́нов (нар. 1 (12) березня 1737 або 1738 —2 (13) серпня 1799) — архітектор й педагог доби класицизму в Російській імперії. Працював як в формах типового класицизму, так і в фантастичних формах так званої псевдоготики.

## Навчання
Походить з родини псаломника, що служив в церкві. Малював з дитинства. Працював на відбудові Головинського палацу в Німецькій слободі, що згорів. На відновлювальних роботах познайомився з архітектором Дмитром Ухтомським. Здібного хлопця взяли до Архітектурної школи, яку очолював Ухтомський.
З січня 1755 р. в Москві за наказом імператриці засновано університет і дві гімназії (для дрорян і для різночинчів). В останню і зміг потрапити Василь Баженов. Як здібний учень, що знався на французькій мові, за наказом графа Шувалова переведений в Петербург. В столиці працював в команді Чевакінського. З відкриттям Академії мистецтв Баженов став її студентом. З вересня 1760 року пенсіонер в Парижі, де вдосконалив знання і навички архітектора.
На зворотному шляху зробив нетривалу подорож до Риму. Вів подорожній альбом, куди замалював Палаццо Фарнезе(арх. Антоніо да Сангалло), церкву Іль Джезу(арх. Віньола та Джакомо делла Порта), папську віллу Джуліа.

## Загальна характеристика надбання
Архітектурні твори Баженова: проєкти Кам'яноострівського палацу і Смольного інституту в Петербурзі, Колишній будинок Пашкова, нині будинок Російської державної бібліотеки в Москві, славнозвісні проєкт і макет Кремлівського палацу, а також кол. будинок Пашкова в Москві (1784—86), великий палацовий ансамбль в підмосковній садибі Царицино (1775—85), в якому були творчо використані елементи російської архітектури XVI–XVII століття і готики.

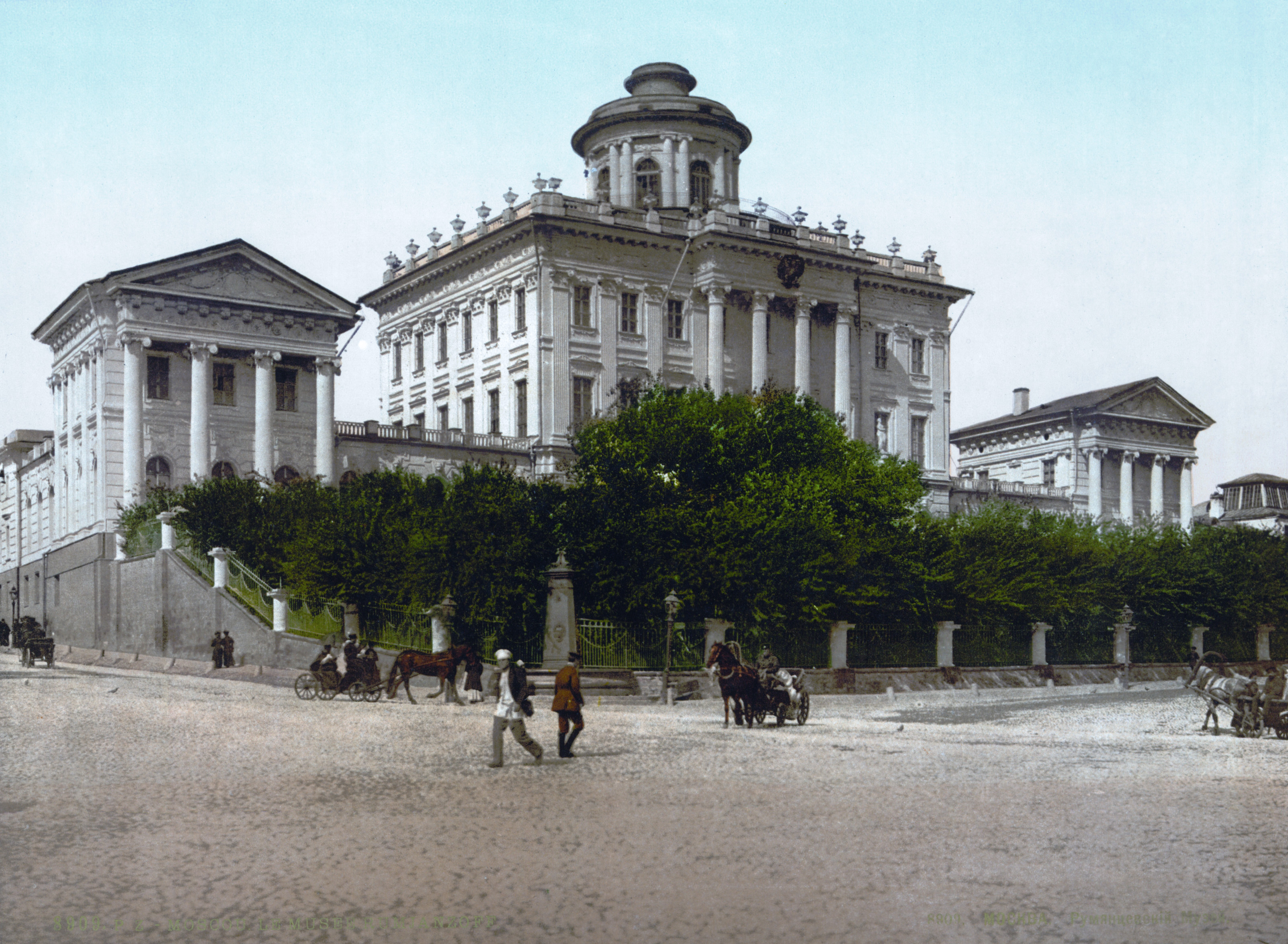
Будинок Пашкова

Головний корпус палацу в 1786 знесено за наказом Катерини II. Останній твір Баженова — Михайлівський (інженерний) замок в Петербурзі (збудований 1792—96 з деякими змінами арх. В. Ф. Бренна). Баженов був також художником, теоретиком архітектури та педагогом.
Архітектурна творчість Баженова і особливо теоретичні погляди, викладені в його «Короткому нарисі про кремлівську будівлю», записці про реорганізацію Академії мистецтв та ін. документах, відіграли значну роль у розвитку рос. класичної архітектури 2-ї пол. XVIII—1-ї половини XIX століття.

## Перші твори
Перші твори зробив в Петербурзі після повернення з Франції. Постійні перебудови в столиці знищили будівлі Баженова (Старий арсенал на Літєйному проспекті). Але про їх розмах і талант митця свідчать креслення тої доби (Катерингофський палац, так званий Смольний інститут та ін.) Архітектор переведений на будівництво в Москву.

## Нездійснена перебудова Кремля

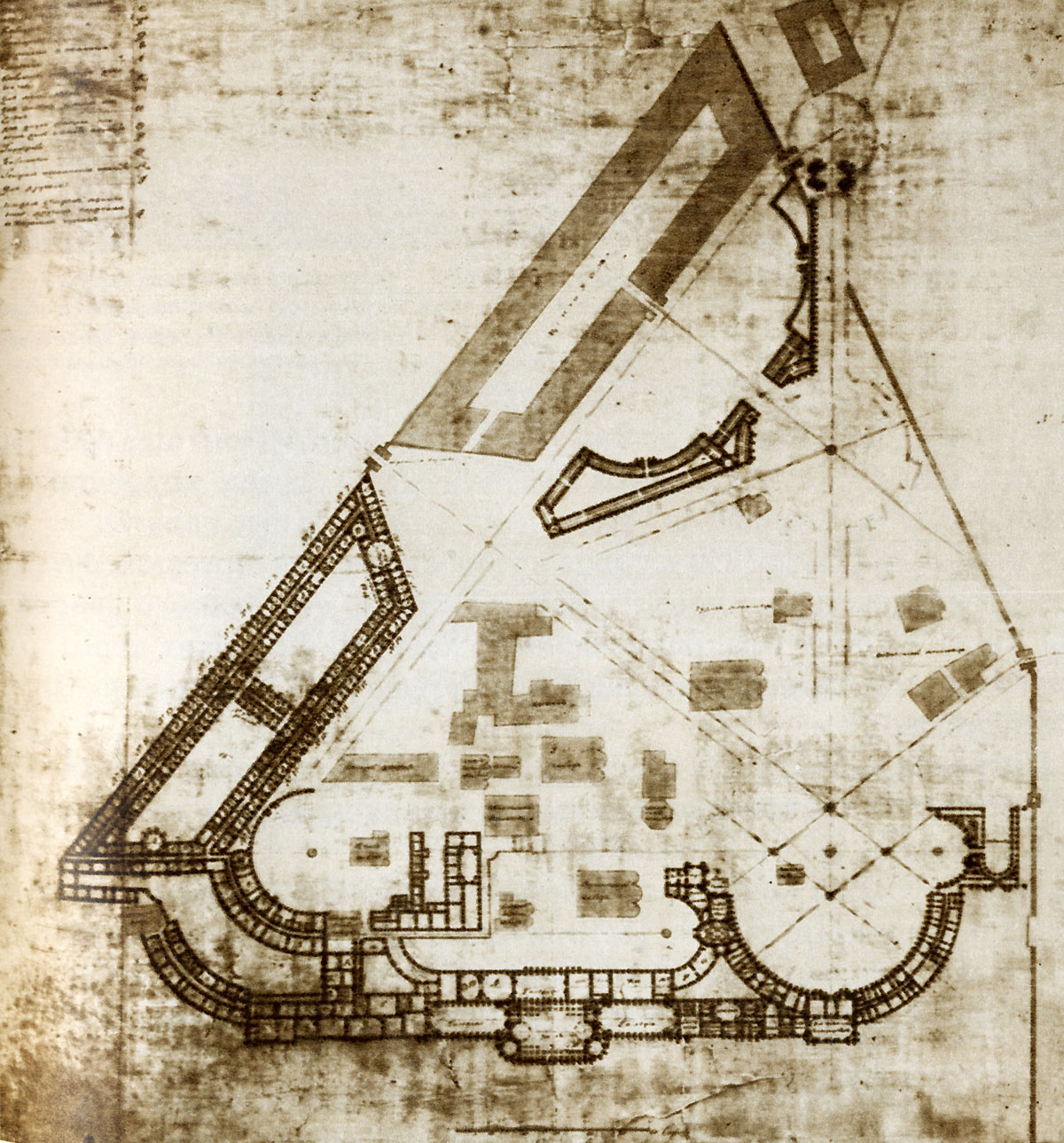
Начерк перебудов Кремля в Москві, (не здійснено)

Приблизно з 1768 р. почалося проєктування Калегій та палацу в Кремлі. Уточнення вимог привело до проєкту перебудови всього кремлівського пагорба з новими урядовими будівлями, парадними площами та монументами. Це за проєктом була велетенська розбудова… Вісім років творчого горіння завершилися катастрофою. Імператриця відмовилася будувати новий Кремль за проєктом Баженова. Перебудова в Москві була грандіозним політичним блефом Катерини Другої.

## Садиба Царицино для імператриці Катерини ІІ
З 1775 року він отримав нову замову:садиба Царицино. Імператриця придбала невелику садибу у Кантеміра, де планувала зробити резиденцію в Москві. За зразок для будівель узяла фантастичні декорації Ходинського поля на честь Кучюк-Кайнарджийського миру.
Проєкт Баженова для садиби в Царицино зберігся. Серед аркушів архітектурної графіки митця це шедевр.
Баженов знову удався до грандіозної побудови садиби з мостами, велетенськими стайнями, Оперним домом, парковими павільйонами, Хлібним домом, що був більшим і величнішим за палац для імператриці… Десять років будівництав і нова поразка. Катерині не сподобалися а ні малий палац для неї, а ні подібний для сина Павла, а ні маленькі і темні приміщення. Наказ був ніщивний: все зламати, а проєкт нового палацу доручити архітектору Казакову. Баженова від робіт відсторонено.

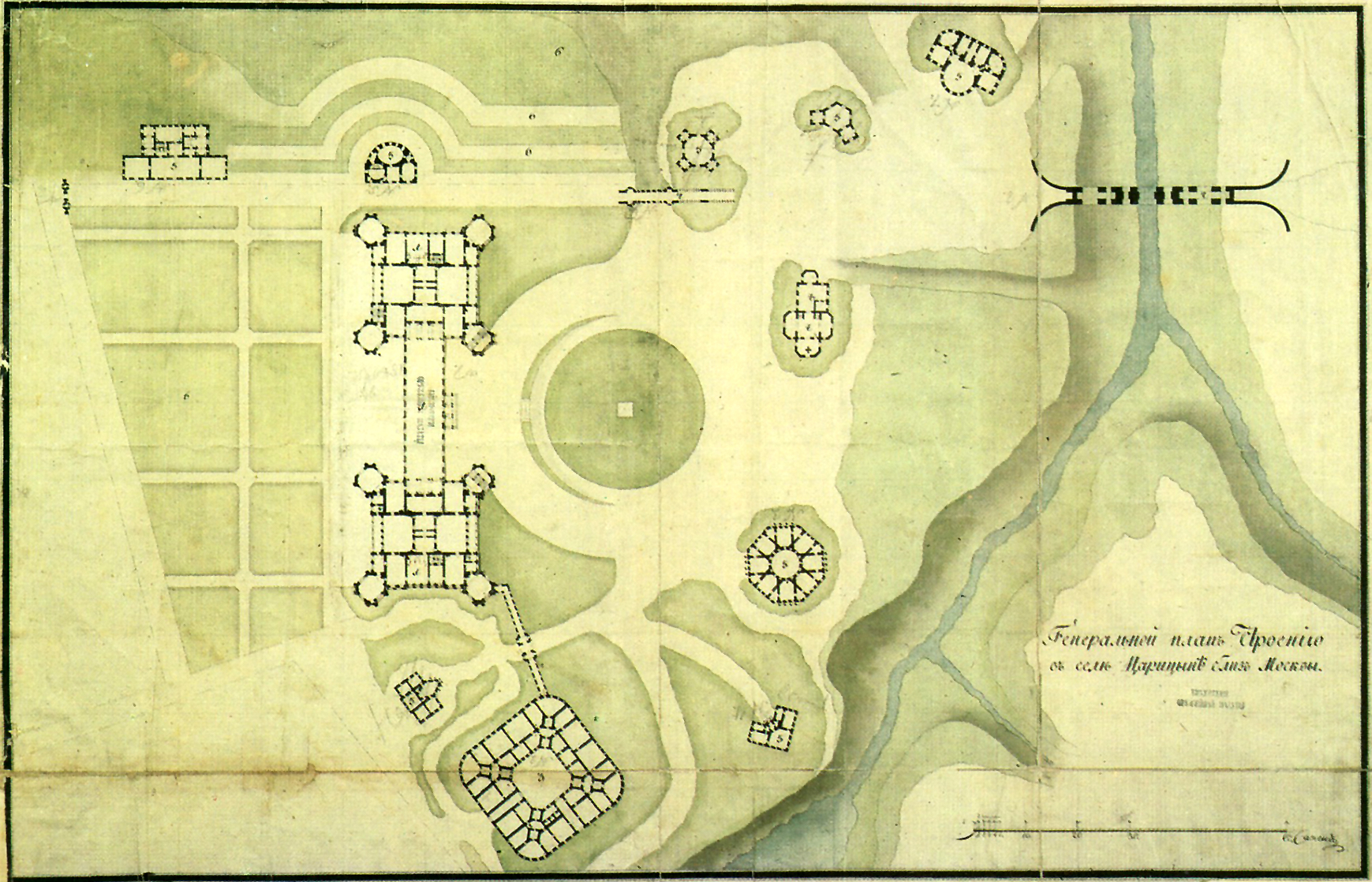
«Ген. план „Строение в селе Царицыне близ Москвы“». План Матвія Казакова. 1786 р.

## Шедеври креслень Баженова

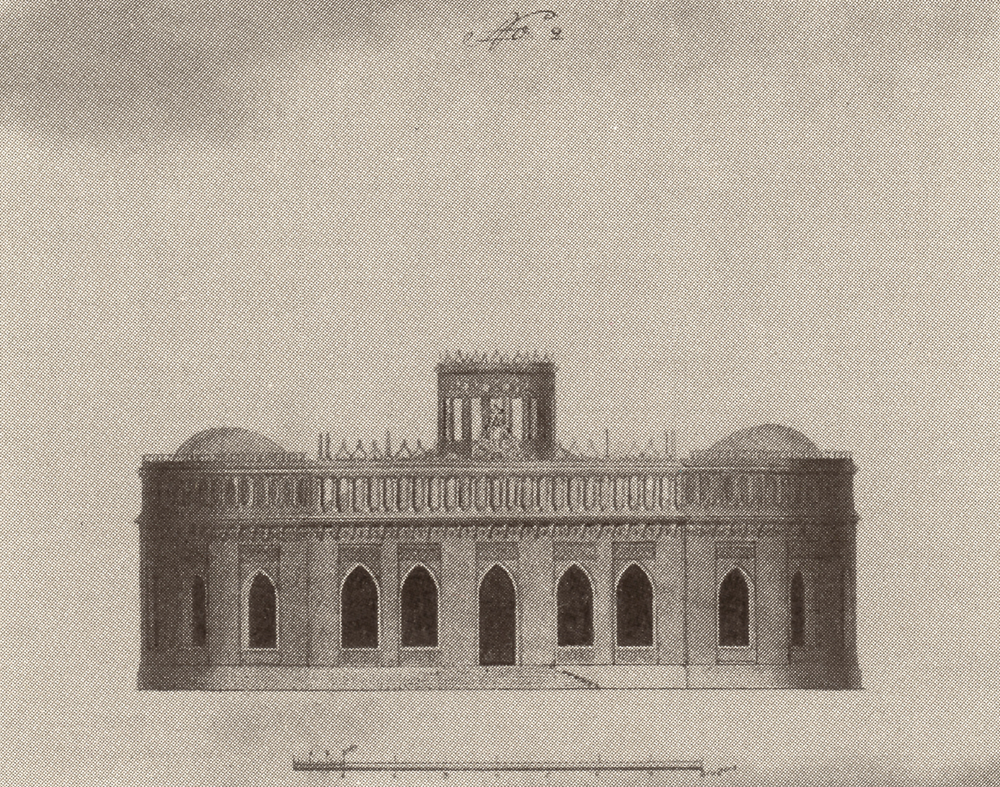
Західний фасад Третього Кавалерського корпусу. (Палац з круглою залою). Креслення В. І. Баженова
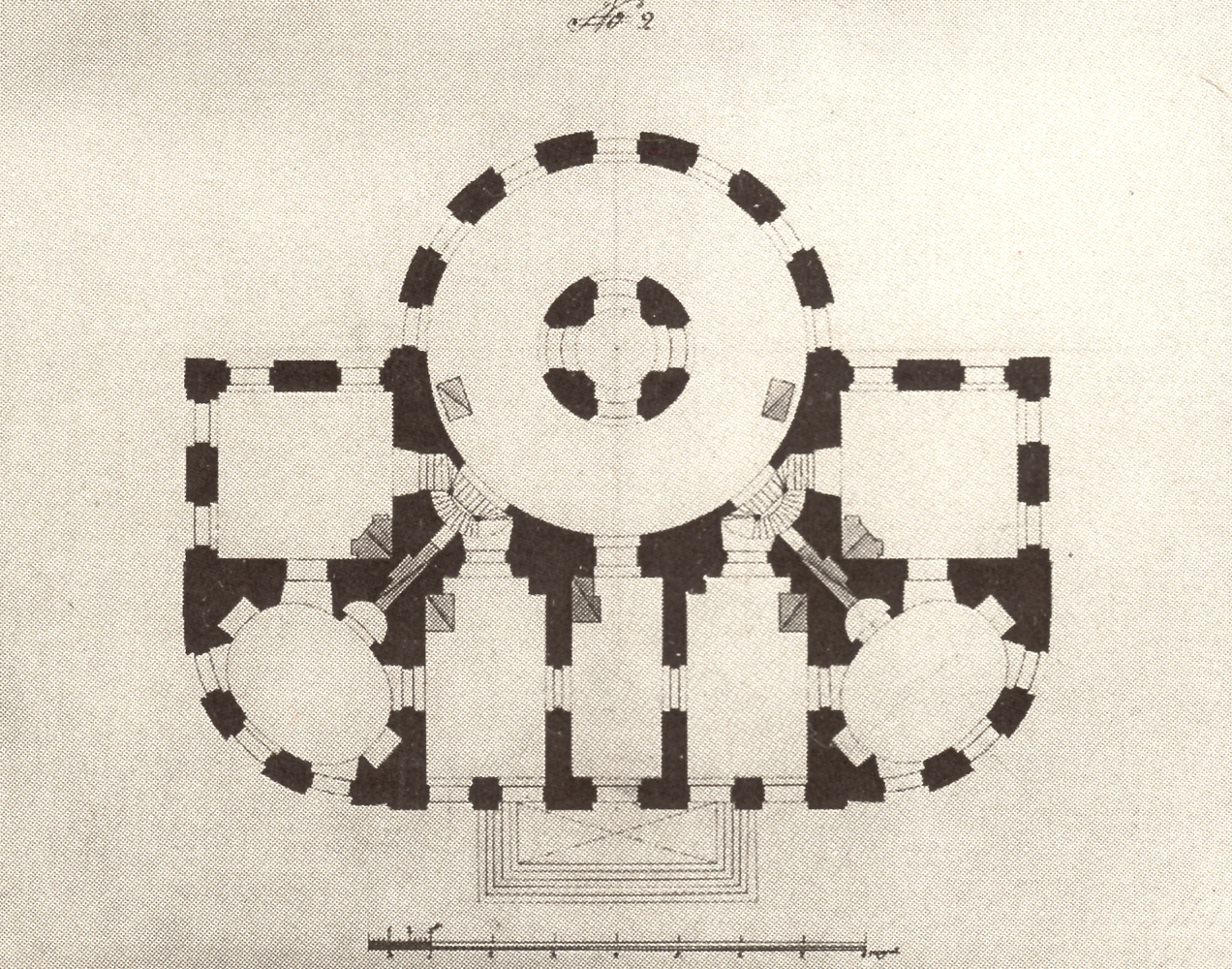
План Третього Кавалерського корпусу. Креслення В. І. Баженова
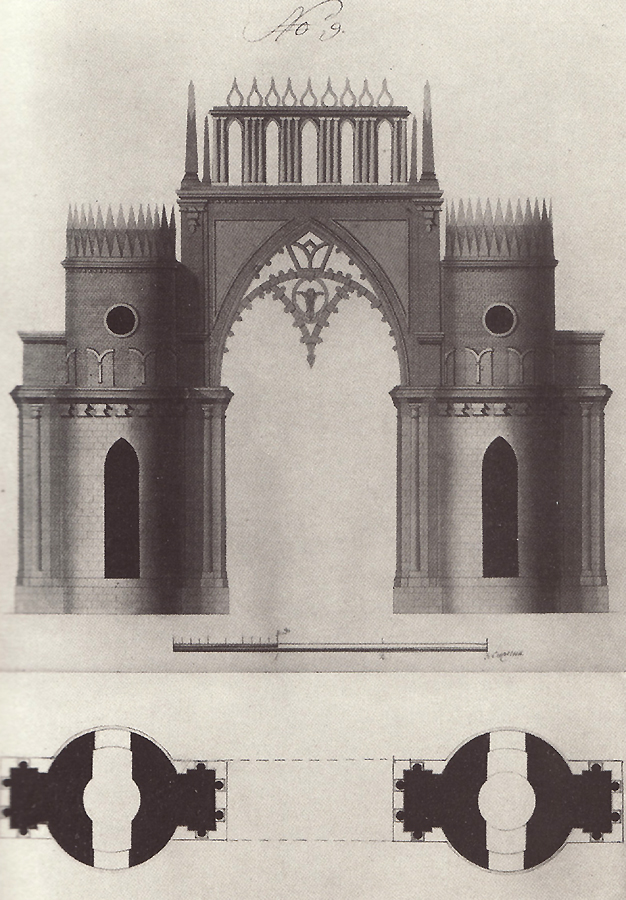
Фигурні ворота. Креслення В. І. Баженова

В творчому доробку майстра особливе місце займають креслення архітектора.
Його малюнки і креслення були предметами копіювання і крадіжок ще в роки перебування в Парижі. Креслення архітектора охоче і часто копіювали і архітектори на батьківщині. Розсіяні по різним збіркам і музеям, вони сприяли утаємниченню творчого доробку майстра. А віднайдення оригіналів або копій ведеться й досі. Багату збірку креслень і планів Баженова зібрав його син з метою надрукувати. На жаль, друкування не відбулося, а доля колекції невідома.
Збережені оригінали і копії креслень-справжня школа для архітекторів любої доби, естетична радість для дослідників, прихильників архітектури і мистецтвознавців.
Найменша їх частина надрукована, а по деяким будівлям не знайдена досі. Трохи пощастило кресленням, що зробив архітектор для садиби Царицино, бо він відправляв їх в Петербург на утверлдження імператриці. Архівні матеріали і креслення Баженова зберіає Мізей архітектури ім. Щусєва в Москві,Державна бібліотека Росії, музей Державний Ермітаж. Частина креслень Баженова віднайдена в Парижі.

арх. Василь Баженов. «Краєвид Царицина села». Проєктне креслення 1776 р.

## Відновлені споруди Царицино

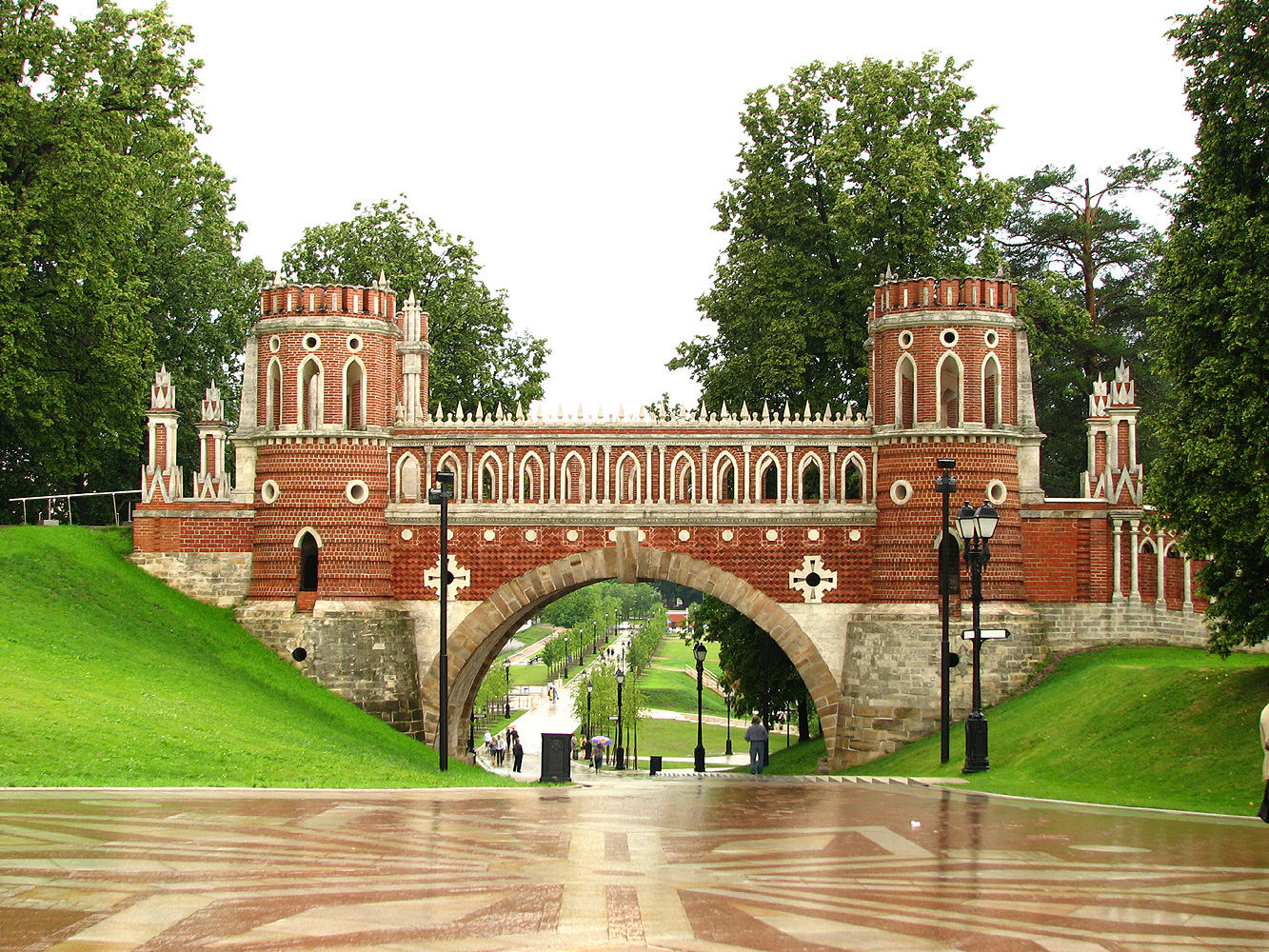
Фігурний міст
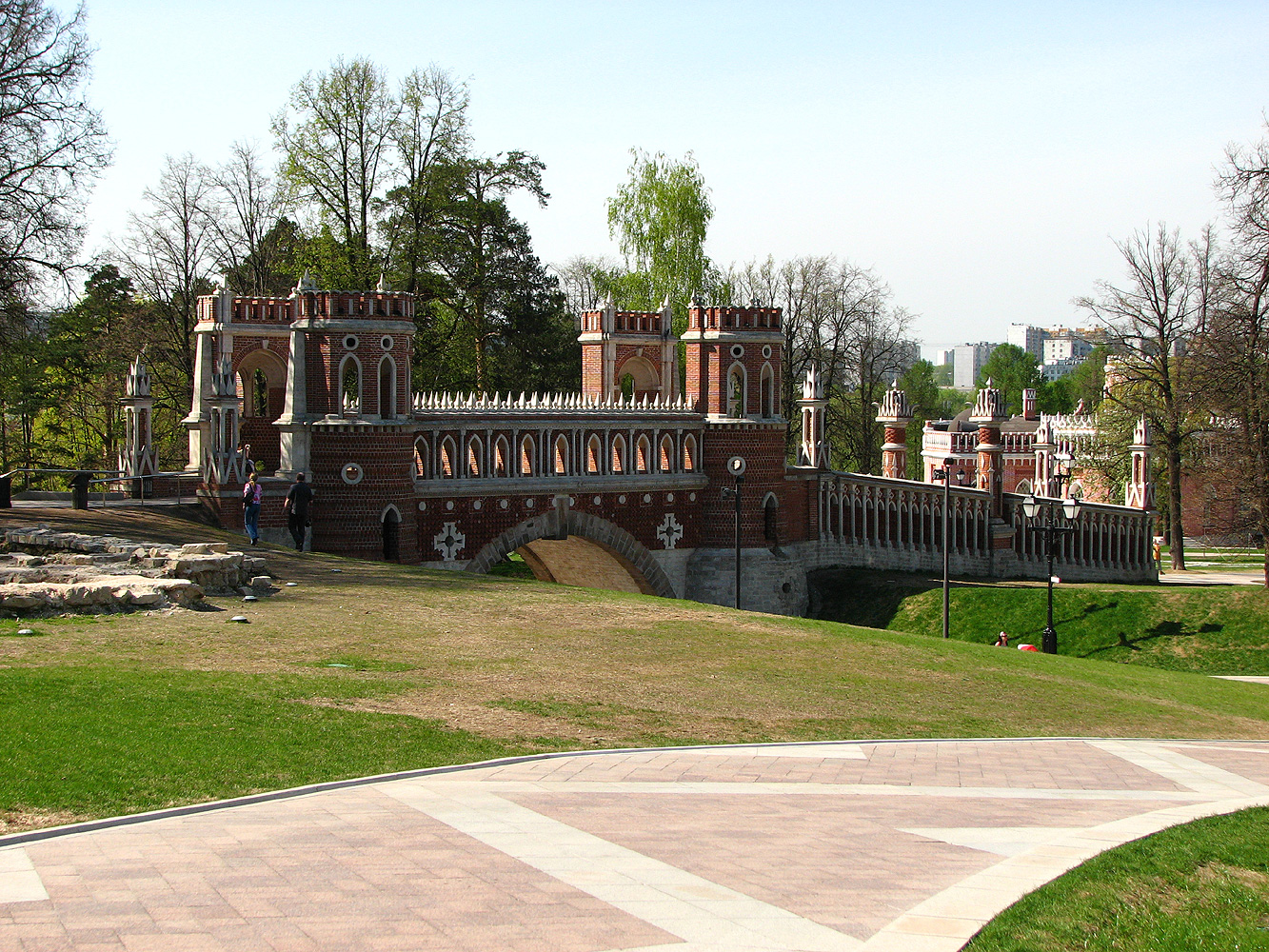
Біля Фігурного мосту
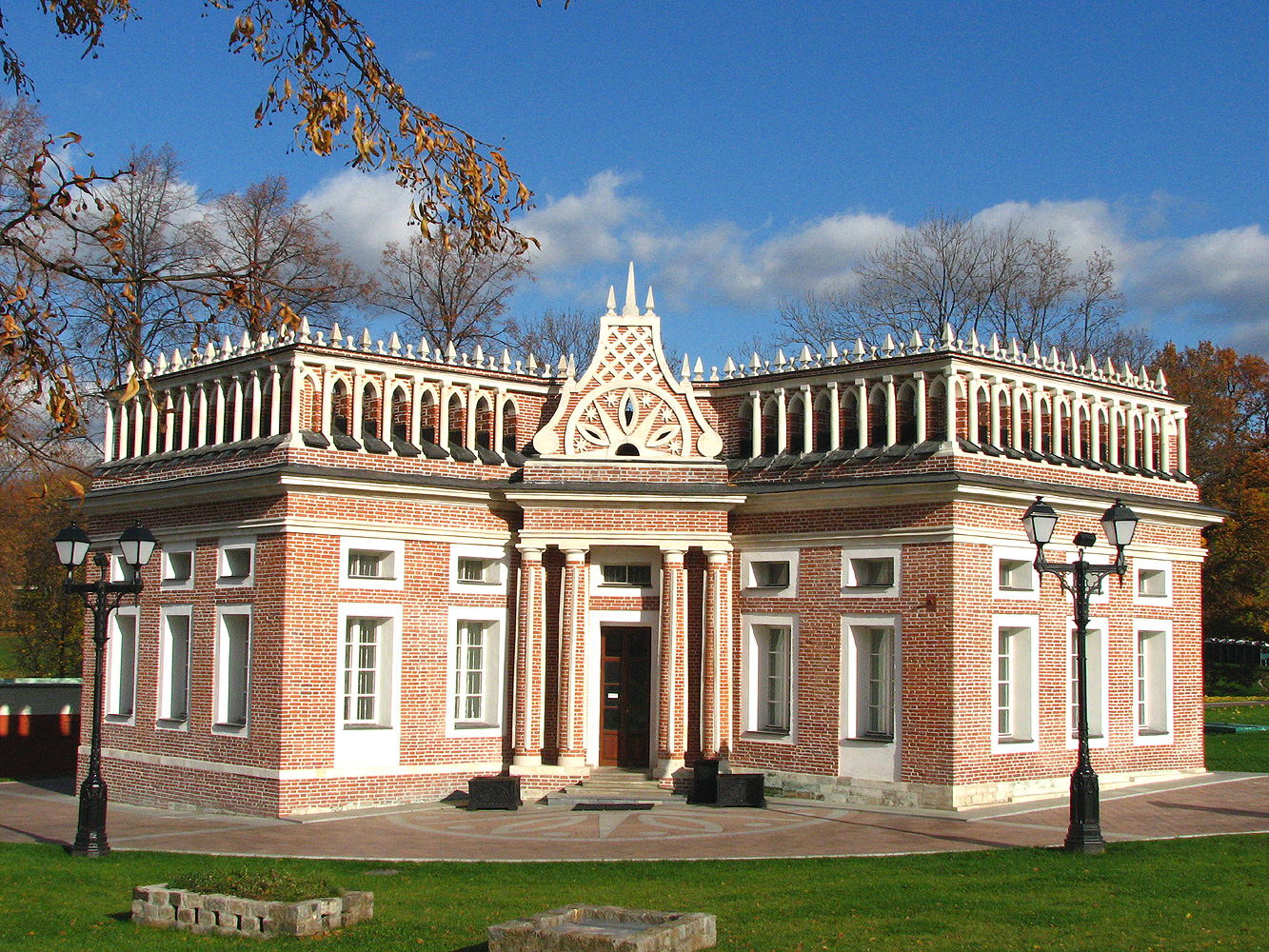
1й Кавалерський корпус
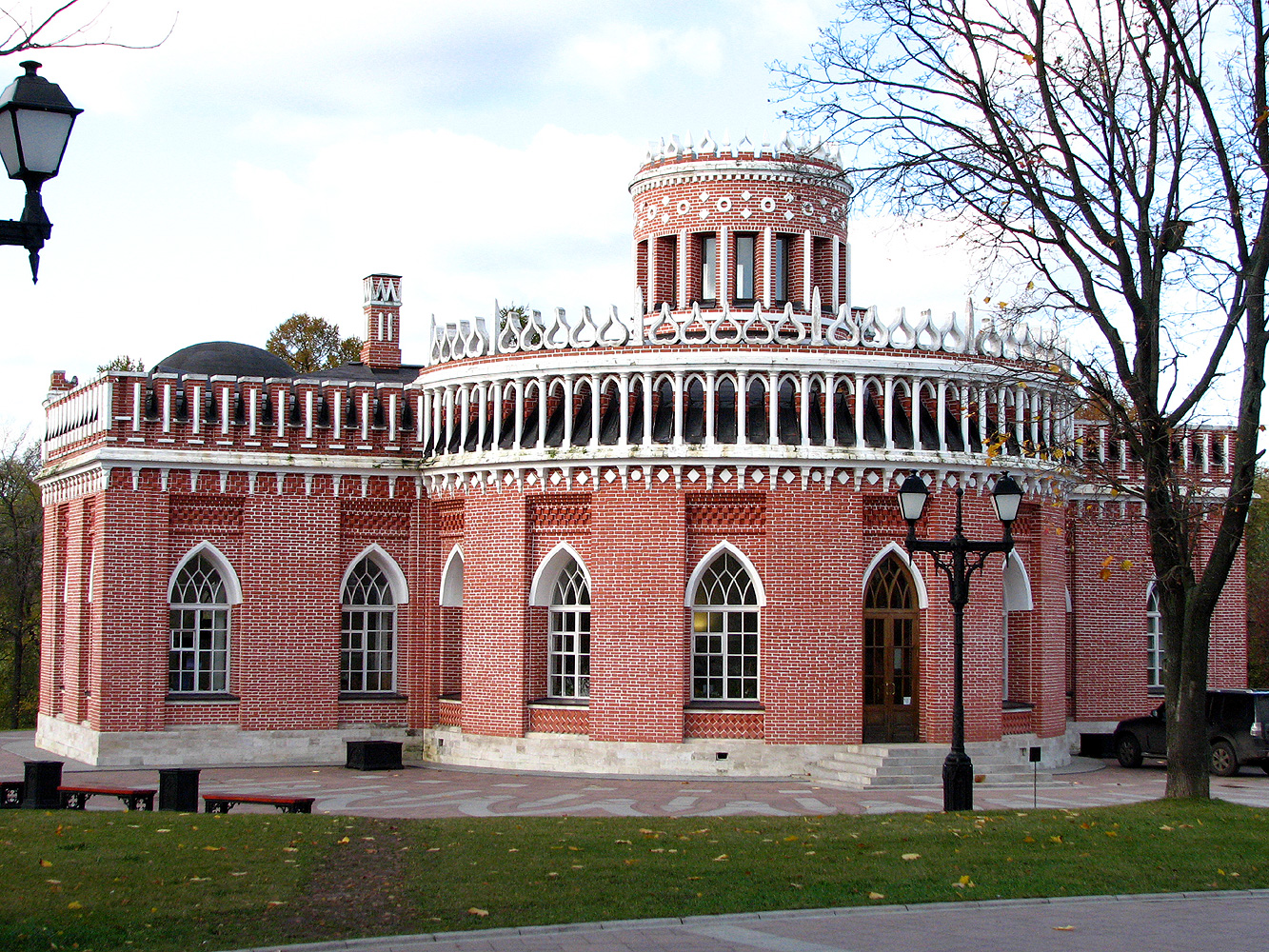
Третій Кавалерський корпус
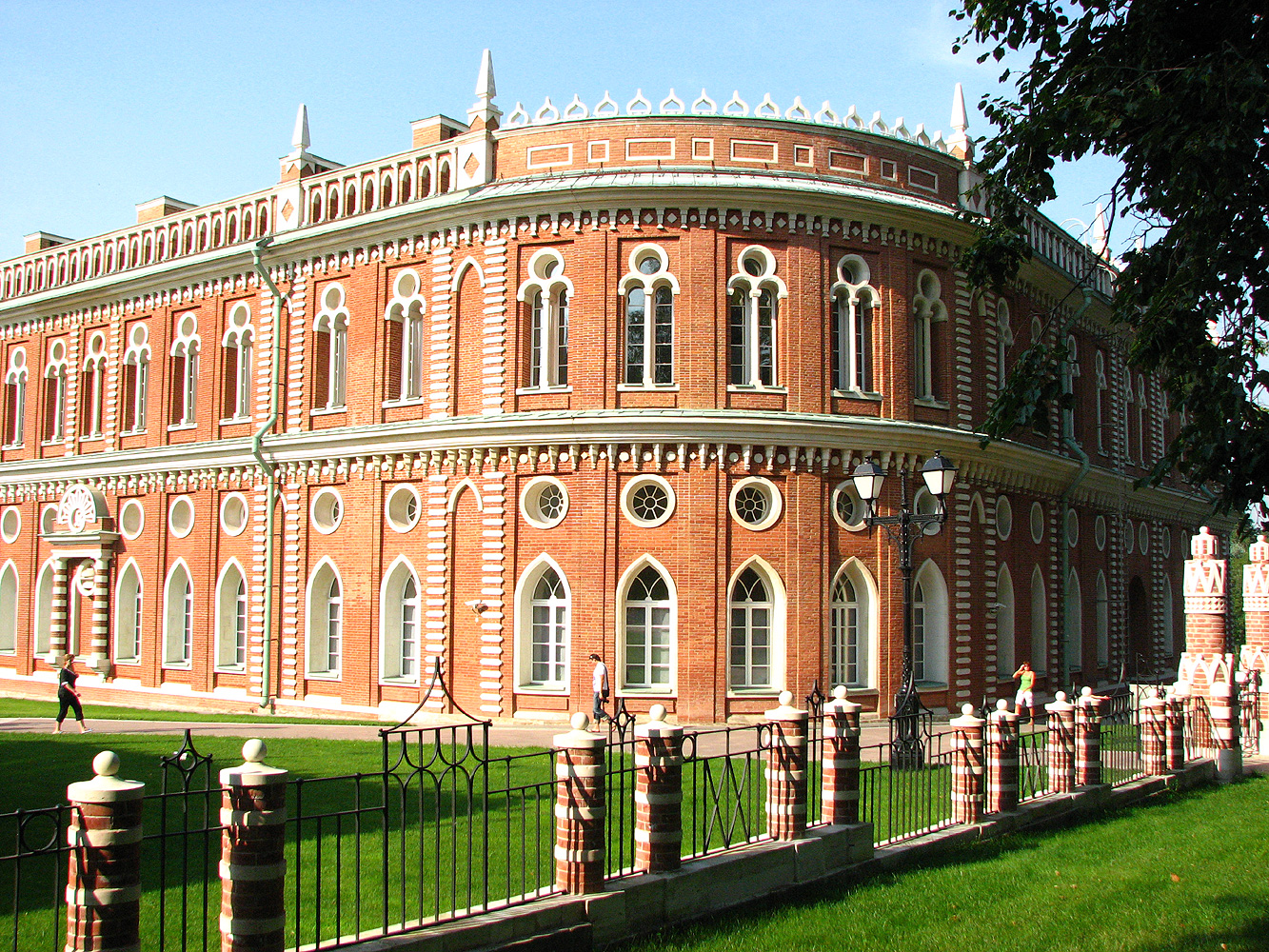
Хлібний будинок ( палацові кухні і комори )
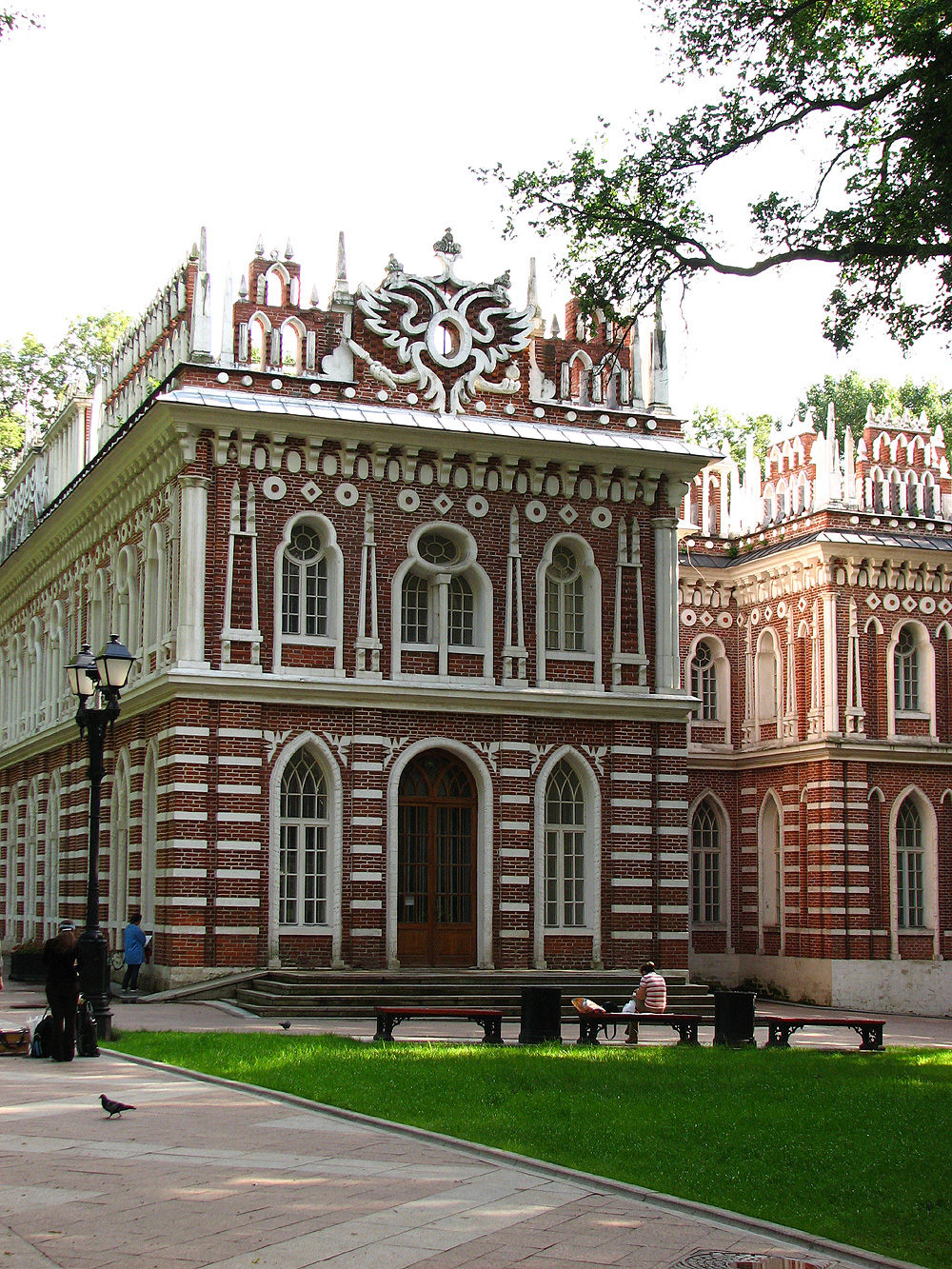
Оперний будинок з концертною залою
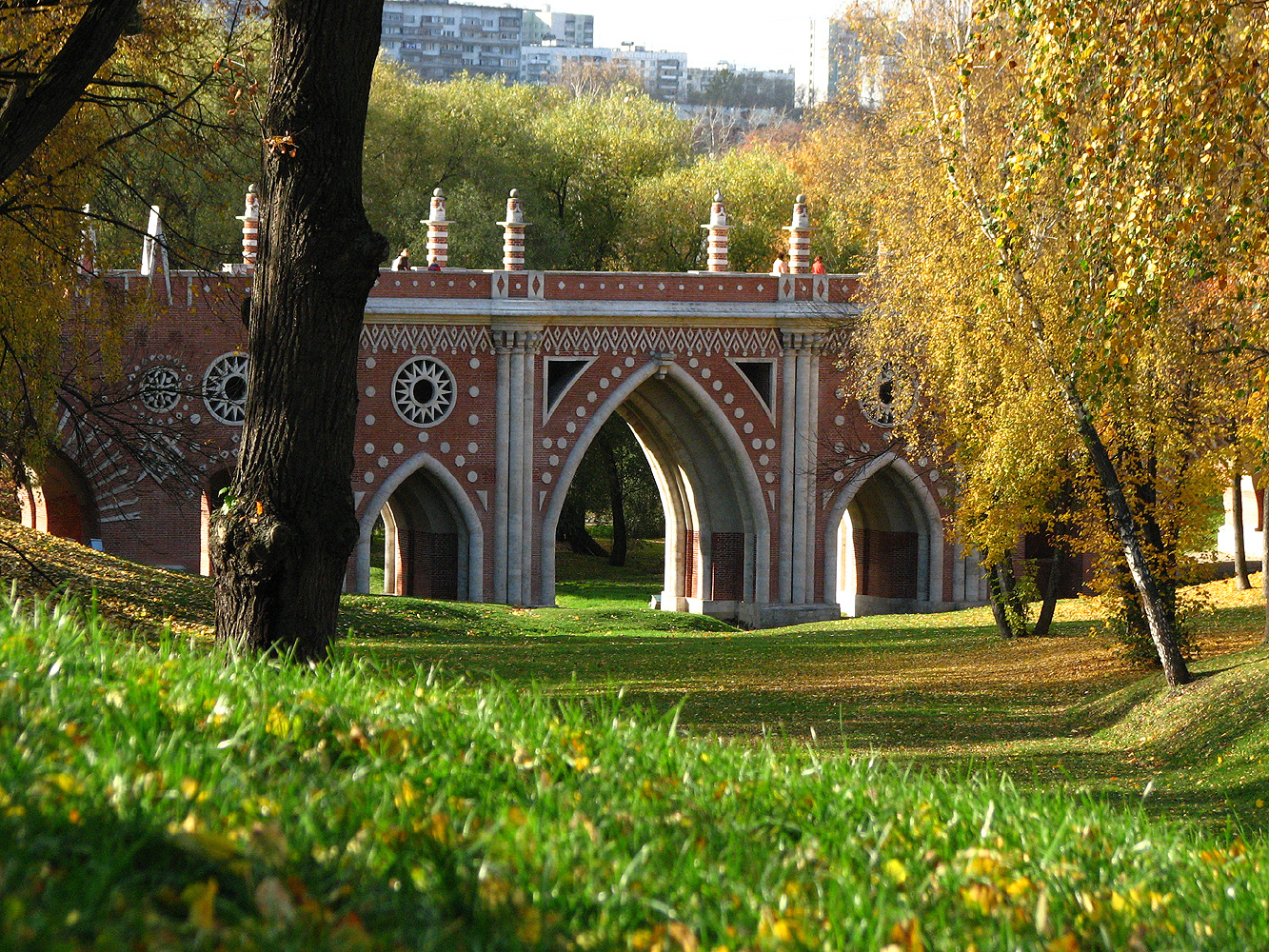
Міст через рівчак у парку
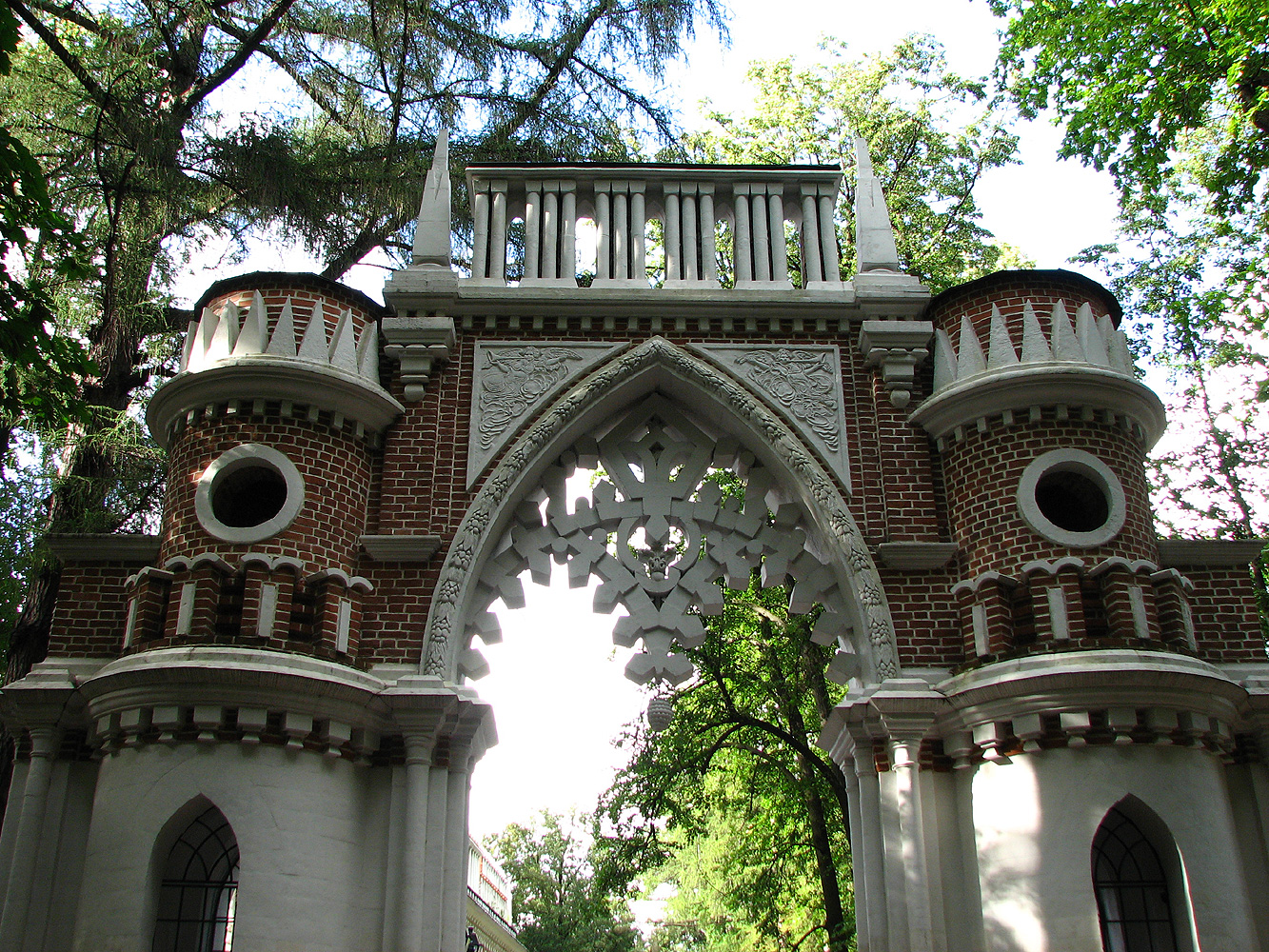
Виноградна брама в парку

## Відгуки сучасників та потомків про Баженова

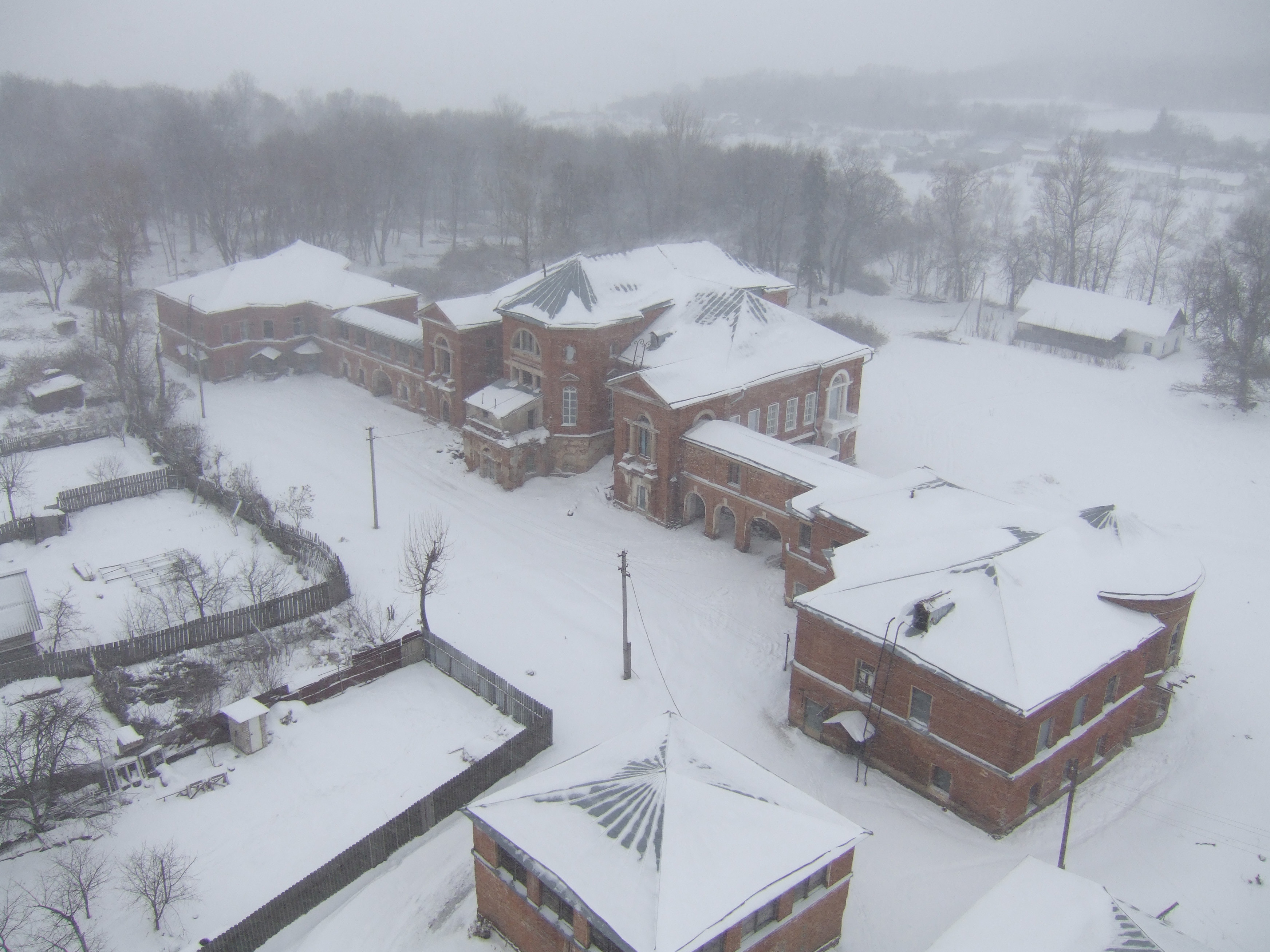
Садиба Полібіно, Ліпецька область.

З листа 1762 р. дипломата графа ЧернишоваІ. Г. до Шувалова: «Я отримав листа з Парижу від Баженова, який маю честь надіслати вам в оригіналі. Про нього мені кажуть занадто багато доброго. Є припущення, що на майбутньому зібранні архітекторів він отримає найпершу нагороду за проєкт Інвалідного дому, надзвичайно прекрасний. Водночас доповідають, що його поведінка та моральність такі ж високі, як і його геній. Але він бідний. Аби ви підвищіли йому платню на сотню-другу рублів, економічний стан його був би поліпшений. Він стане ще завзятішим в навчанні, а гроші додадуть величі нашій державі.»
Князь А..в, «Лист до видавця», 1831 рік.(Російською) «Баженов к стыду нашему доныне не оценен по достоинству или…забыт вовсе несправедливо. Многие ли знают труды его, памятники зодчества, им созданные, мысли его о реобразовании зодчества в нашем отечестве и о том, чтобы создать свой русский вкус, который был бы при том соображён с нашими потребностями и климатом? …Баженов являет нам редкое достоинство-самобытность, чего нет и не было ни у одного русского архитектора, по крайней мере, доныне. Говорю это смело и берусь доказать. Подражание губило всех, кроме Баженова. Посмотрите на церкви, на домы(дворцы), воздвигнутые Баженовым-какая смелость, благородство, величие, прочность дела! Сличите лучшие труды других зодчих-какая бедность воображния, какое жалкое безвкусие!»

## Останні твори
Відсторонений від державних замовлень, Баженов багато працював для приватних замовників. Він автор палацу для вельможі Пашкова в Москві.
Останньою великою будівлею Баженова був Інженерний(Михайлівський) замок в Петербурзі для імператора Павла, але будову вів архітектор Бренна.
Хвороби не давали змоги працювати, як раніше. Після інсульту архітектор занедужав. Він помер 13 серпня 1799 року. Спочатку його поховали на Смоленському цвинтарі в Петербурзі. За заповітом взимку його перепоховали в селі, що було маєтком архітектора. Архітектора поховали на сільському цвинтарі в селі Глазово (Тульська обл). А ні село, а ні церква, а ні могила геніального архітектора не збереглися.